# Клочков, Вячеслав Иванович
Вячеслав Иванович Клочков (1948 — 2019) — советский печатник-рационализатор в системе полиграфической промышленности. Полный кавалер ордена Трудовой Славы (1976, 1980, 1986).

## Биография
Родился  5 сентября 1946 года в деревне Павлушково,  Калининской области в крестьянской семье.
После окончания Калининского сельскохозяйственного техникума работал агрономом в селе Киверичи, откуда был призван в ряды Советской армии. После демобилизации начал работать печатником Калининского полиграфического комбината, проходил стажировку во Франции. В. И. Клочков был инициатором создания сквозной специализированной бригады, благодаря этому была повышена продуктивность работы и ответственность работников, этот передовой опыт бригады Клочкова был одобрен и распространен на родственных предприятиях. 
13 апреля 1976 и 14 ноября 1980 года «За трудовые отличия» был награждён Орденом Трудовой Славы 3-й и 2-й степени. 22 августа 1986 года «За достигнутые успехи в выполнении заданий XI пятилетки и социалистических обязательств и активного участия в коммунистическом воспитании молодёжи» Указом Президиума Верховного Совета СССР Вячеслав Иванович Клочков был награждён Орденом Трудовой Славы 1-й степени.
Помимо основной деятельности участвовал в общественной деятельности в 1986 году был делегатом XXVII съезда КПСС.
Умер 5 сентября 2019 года в  Твери.

## Награды
- Орден Трудовой Славы I степени (1986)
- Орден Трудовой Славы II степени (1980)
- Орден Трудовой Славы III степени (1976)